# Sint-Annatoren
De Sint-Annatoren was een waltoren in de stad Delft, in de Nederlandse provincie Zuid-Holland. De toren is vernoemd naar de heilige Anna, de moeder van Maria.
Het gebouw maakte deel uit van de vesting om de binnenstad van Delft heen om scheepsverkeer over de Schie in de gaten te houden.
De toren bleef samen met de Sint-Huybrechtstoren en Sint-Claratoren nog even in gebruik, toen in 1773 veel andere torens van Delft werden gesloopt, wegens hun slechte bouwkundige staat. De Staten van Holland huurden de drie torens voor opslag van brandkogels en vuurpijlen voor militaire doeleinden. Wegens verval werd de toren uiteindelijk toch gesloopt in 1829.
Haagpoort · Sint-Andriestoren · Sint-Joostentoren · Sint-Stevenstoren · Sint-Annatoren · Sint-Claratoren · Sint-Huybrechtstoren · Sint-Joristoren · Rietveldse Toren · Koepoort · Oostpoort · Henegouwse Toren · Rotterdamse Poort · Schiedamse Poort · Bourgondische Toren · Hollandse Toren · Zeelandse Toren · Waterslootse Poort · Sint-Michielstoren · Sint-Hiëronymustoren · Schoolpoort · Bagijnetoren